# Artur Jorge Marques Amorim
Artur Jorge Marques Amorim, meglio noto come Artur Jorge (Braga, 14 agosto 1994), è un calciatore portoghese, difensore della Farense.

## Caratteristiche tecniche
È un difensore centrale.

## Carriera
Cresciuto nelle giovanili del Braga, fa il suo debutto da professionista con la squadra riserve il 17 marzo 2013 contro la seconda squadra dello Sporting Lisbona.
Nel estate 2014 viene ceduto in prestito alla Vilaverdense, mentre nel mercato invernale successivo viene prestato al Freamunde.
Nel 2016 viene stabilmente aggregato alla prima squadra, con cui fa il suo esordio nella Primeira Liga il 19 settembre nel match perso 3-1 contro il Benfica.